# Nathalie Westlund
Nathalie Westlund, född 29 augusti 2005 i Sollentuna, Stockholm är en svensk gymnast som tävlar för Eskilstuna GF.

## Karriär
Westlund kom på andra plats i barr i världscupen i Doha år 2023. Vid europamästerskapen i artistisk gymnastik 2024 placerade sig Westlund på en sjätteplats i barrfinalen.
I lagtävlingen vid europamästerskapen 2024 där Westlund ingick tillsammans med Jennifer Williams, Elina Gravin, Maya Ståhl och Tonya Paulsson slutade Sverige på en åttonde plats. I tävlingen satte Westlund personligt rekord i barr med 13,833 poäng.
Vid SM-veckan sommar 2024 tog hon guld i mångkampen. I grenfinalerna tog hon guld i barr och silver i fristående och bom.